# Trypanblau
Trypanblau (C.I. Direct Blue 14) ist ein anionischer Bisazofarbstoff. Der Farbstoff wird aus o-Tolidin als Diazokomponente und H-Säure als Kupplungskomponente hergestellt.
Der Name leitet sich von der Eigenschaft des Trypanblaus ab, Trypanosomatida abzutöten.

## Geschichte
Trypanblau wurde zusammen mit Trypanrot 1904 erstmals von Paul Ehrlich synthetisiert. Edwin Goldmann injizierte 1913 den Farbstoff in die Rückenmarksflüssigkeit (Liquor cerebrospinalis) von Hunden. Dabei erkannte er, dass das gesamte Zentralnervensystem (Gehirn und Rückenmark) angefärbt wurde, aber sonst kein anderes Organ. Dies war ein wichtiger Nachweis für die Existenz der Blut-Hirn-Schranke.

## Verwendung und Eigenschaften

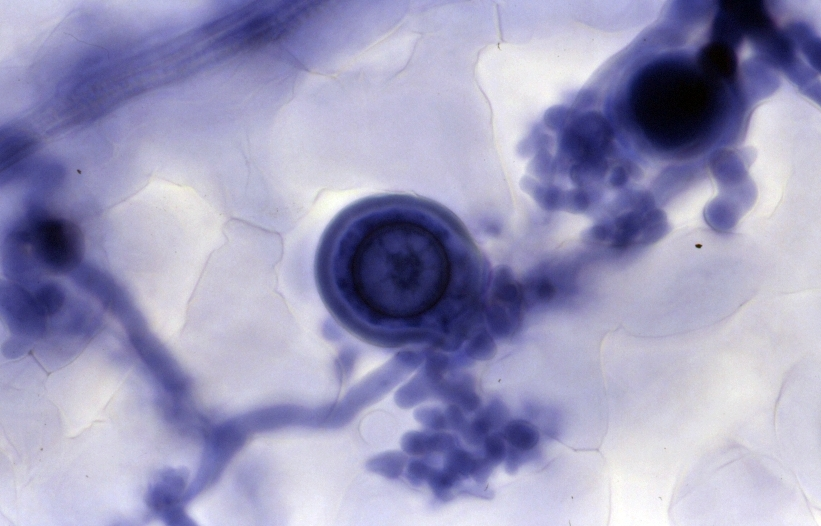
Das dunkelblau mit Trypanblau angefärbte Cytoplasma von Hyaloperonospora parasitica

Trypanblau ist vorwiegend als Tetranatriumsalz im Handel und in der Anwendung, bei dem die vier Sulfonsäuregruppen dissoziiert vorliegen.
Trypanblau wird in der Mikrobiologie und in der Zellkultur für die Bestimmung der Zellviabilität von Zellen verwendet. Die Substanz wird von lebenden Zellen nicht aufgenommen, abgestorbene und perforierte Zellen nehmen dagegen den Farbstoff auf und werden dadurch dunkelblau angefärbt. Man kann aus der Nichtaufnahme des Farbstoffes auf den Zustand der Zellmembran und nicht auf die Funktionstüchtigkeit des Zellinneren schließen. 
Trypanblau bindet an Proteine. Wegen der Zytotoxizität von Trypanblau muss die Auswertung unmittelbar nach der Zugabe des Farbstoffes erfolgen.
In der Durchflusszytometrie wird Trypanblau angewendet, da es die intrazelluläre Eigenfluoreszenz, die unter anderem durch NADH und Riboflavine hervorgerufen wird, reduziert.
Trypanblau ist teratogen, was erstmals 1948 erkannt wurde. Später wurden zudem die krebserregenden Eigenschaften von Trypanblau festgestellt, die im Wesentlichen auf das Metabolisierungsprodukt Tolidin zurückzuführen sind.
Breite Verwendung findet Trypanblau in der Augenchirurgie. Mit Hilfe des Farbstoffes identifizieren Augenchirurgen transparente oder krankhaft veränderte Gewebe, die aus dem Auge entfernt werden sollen. Dabei kann es sich um die Linsenkapsel oder epiretinale Membranen (Gliose) handeln. Ein weiterer Anwendungsbereich stellt die Anfärbung der Descemet-Membran zur Durchführung einer DMEK (Descemet Membrane Endothelial Keratoplasty) dar.